# Prêmio TVyNovelas de 2014
32º Prêmio TVyNovelas

Novela: 

Amores Verdaderos
Atriz: 

Erika Buenfil
Ator: 

Juan Diego Covarrubias
O Prêmio TVyNovelas 2014 foi a 32ª edição do Prêmio TVyNovelas, prêmio entregue pela revista homônima aos melhores artistas e produções da televisão mexicana referente ao ano de 2013. O evento ocorreu no dia 23 de Março de 2014 na Plaza Condesa, na Cidade do México. Foi apresentado por Alan Tacher e Galilea Montijo e transmitido pela emissora mexicana Canal de las Estrellas.

## Vencedores e indicados
Os vencedores estão em negrito.

### Novela
| Melhor Novela | |
| --- | --- |
| - Amores Verdaderos - Corazón Indomable - De Que Te Quiero, Te Quiero - Mentir Para Vivir - Porque el Amor Manda | |
| Melhor Ator | Melhor Atriz |
| - Juan Diego Covarrubias como Diego/Rodrigo em De Que Te Quiero, Te Quiero - Daniel Arenas como Octavio em Corazón Indomable - David Zepeda como Ricardo em Mentir Para Vivir - Sebastián Rulli como Francisco em Amores Verdaderos       | - Erika Buenfil como Victoria em Amores Verdaderos - Ana Brenda como Maricruz/Maria Alessandra em Corazón Indomable - Blanca Soto como Alma Montemayor em Porque el Amor Manda - Mayrín Villanueva como Oriana/Inés em Mentir Para Vivir                                         |
| Melhor Ator Antagonista | Melhor Atriz Antagonista |
| - Manuel Ojeda por interpretar Ernesto em La Tempestad - Diego Olivera por interpretar José Luis em Mentir Para Vivir - Erick Elías por interpretar Rogelio em Porque el amor Manda - Iván Sánchez por interpretar Hermán em La Tempestad | - Marjorie de Sousa por interpretar Kendra/Macaria em Amores Verdaderos - Altair Jarabo por interpretar Raquel em Mentir Para Vivir - Claudia Álvarez por interpretar Verónica em Porque el Amor Manda - Esmeralda Pimentel por interpretar Diana em De Que Te Quiero, Te Quiero |
| Melhor Ator Juvenil | Melhor Atriz Juvenil |
| - Alejandro Speitzer por interpretar Sebastián em Mentir Para Vivir - Eleazar Gómez por interpretar Rolando em Amores Verdaderos - Ricardo Franco por interpretar Eduardo em Corazón Indomable                                            | - Sherlyn por interpretar Liliana em Amores Verdaderos - Michelle Renaud por interpretar Alba Maria em La Mujer del Vendaval - Thelma Madrigal por interpretar Nisa em La Mujer del Vendaval                                                                                     |
| Melhor Ator Co-protagonista | Melhor Atriz Co-protagonista |
| - Felipe Nájera por interpretar Padre Mariano em Mentir Para Vivir - Aarón Hernán por interpretar Don Vicente em De Que Te Quiero, Te Quiero - Alejandro Ávila por interpretar Fernando em Porque el Amor Manda                           | - Cynthia Klitbo por interpretar Carmen em De Que Te Quiero, Te Quiero - Cecilia Gabriela por interpretar Lucina em Mentir Para Vivir - Natalia Esperón por interpretar Adriana em Amores Verdaderos                                                                             |
| Melhor Ator Principal | Melhor Atriz Principal |
| - Jesús Ochoa por interpretar Don Zacarías em Libre Para Amarte - Ignacio López Tarso por interpretar Ramiro em Corazón Indomable - Patricio Castillo por interpretar Homero em Mentir Para Vivir                                         | - Ana Martín por interpretar Candelaria em Amores Verdaderos - Cynthia Klitbo por interpretar Carmen em De Que Te Quiero, Te Quiero - Daniela Romo por interpretar Mercedes em La Tempestad                                                                                      |
| Melhor Ator Coadjuvante | Melhor Atriz Coadjuvante |
| - Manuel Ibáñez por interpretar Timoteo em La Mujer del Vendaval - José Carlos Ruiz por interpretar Padre Tomás em Corazón Indomable - Juan Carlos Barreto por interpretar Rubén em Mentir Para Vivir                                     | - Susana González por interpretar Beatriz em Amores Verdaderos - Leticia Perdigón por interpretar Matilde em Mentir Para Vivir - Marisol del Olmo por interpretar Irene em De Que Te Quiero, Te Quiero                                                                           |
| Melhor Direção de Cena | Melhor História ou Adaptação |
| - Benjamín Cann e Rodrigo Zaunbos por Mentir Para Vivir - Jorge Fons por Porque el Amor Manda - Salvador Garcini e Alejandro de la Parra por Amores Verdaderos                                                                            | - Mauricio Coronel, Pablo Peralta e Ioma Carmona por Amores Verdaderos - Carlos Romero e Tere Medina por Corazón Indomable - María Zarattini por Mentir Para Vivir |
| Melhor Tema Musical | |
| - "No Me Compares" de Amores Verdaderos – Alejandro Sanz - "El Amor Manda" de Porque el Amor Manda – María José - "Hoy Tengo Ganas de Tí" de La Tempestad – Alejandro Fernández e Christina Aguilera                                      | |

### Televisão
| Melhor Série                                                                       | Melhor Programa de Variedades                                                                             |
| ---------------------------------------------------------------------------------- | --- |
| - María de Todos los Ángeles - Cásate Conmigo - Gossip Girl: Acapulco - Nueva Vida | - Hoy - Estrella2 - Una Noche Con Yuri                                                                    |
| Melhor Programa da TV Paga                                                         | Melhor Programa Especial                                                                                  |
| - Miembros al Aire - Está Cañón - Netas Divinas - Pa la Banda - Stand Parados      | - Festival Acapulco 2013 - Nuestra Belleza Mexico - Premios Banda Max - Premios Telehit                   |
| Melhor Programa de Entretenimento                                                  | Melhor Reality Show                                                                                       |
| - Rosa de Guadalupe - Como Diche el Dicho - La CQ                                  | - La Voz... México 3 - El Gran Capuzón - En Familia Con Chabello - Parodiando                             |
| Melhor Apresentador                                                                | Melhor Apresentadora                                                                                      |
| - Alan Tacher - Carlos Calderón - Javier Poza - Rodner Figueroa                    | - Maity Interiano - Ana Patrícia - Chinquiquirá Delgado - Lourdes Stefan - Tanya Charry - Verónica Bastos |

### Prêmios especiais
- Karla Martínez
- Primer Impacto
- Eric del Castillo
- Amores Verdaderos

## Favoritos del Público
Os Favoritos do Público são categorias que o público escolhe pelo Twitter, e os vencedores são escolhidos pelo site oficial da premiação. Nesta edição não teve a categoria "Novela Favorita" para eleição do público. O vencedores estão em negrito.
| O Mais Bonito | A Mais Bonita |
| --- | --- |
| - Daniel Arenas como Octavio em Corazón Indomable - David Zepeda como Ricardo em Mentir Para Vivir - Gabriel Soto como Enrique em Libre Para Amarte - José Ron como Alessandro em La Mujer del Vendaval - Pablo Montero como Oscar em Qué Bonito Amor - Sebastián Rulli como Francisco em Amores Verdaderos                  | - Ariadne Díaz como Marcela em La Mujer del Vendaval - Ana Brenda como Maricruz/Maria Alessandro em Corazón Indomable - Blanca Soto como Alma em Porque el Amor Manda - Livia Brito como Natália em De Que Te Quiero, Te Quiero - Marjorie de Sousa como Kendra/Macaria em La Tempestad                                                          |
| Vilão Favorito | Bofetada Favorita |
| - Marjorie de Sousa como Kendra/Macaria em Amores Verdaderos - Altair Jarabo como Raquel em Mentir Para Vivir - Chantal Andere como Octavio em La Mujer del Vendaval - Elizabeth Álvarez como Lucia em Corazón Indomable - Harry Geithner como Napoleón em Libre Para Amarte - Mariana Seoane como Úrsula em La Tempestad    | - Erika Buenfil em Marjorie de Sousa em Amores Verdaderos - Ana Brenda em Elizabeth Álvarez em Corazón Indomable - Ariadne Díaz em José Ron em La Mujer del Vendaval - Laura Carmine em Ximena Navarrete em La Tempestad - Leticia Perdigón em Mayrín Villanueva em Mentir Para Vivir                                                            |
| Casal Favorito | Beijo Favorito |
| - Erika Buenfil e Eduardo Yáñez em Amores Verdaderos - Ana Brenda e Daniel Arenas em Corazón Indomable - Blanca Soto e Fernando Colunga em Porque el Amor Manda - Gloria Trevi e Gabriel Soto em Libre Para Amarte - Mayrín Villanueva e David Zepeda em Mentir Para Vivir - Ximena Navarrete e William Levy em La Tempestad | - Livia Brito e Juan Diego Covarrubias em De Que Te Quiero, Te Quiero - Ariadne Díaz e José Ron em La Mujer del Vendaval - Blanca Soto e Fernando Colunga em Porque el Amor Manda - Erika Buenfil e Eduardo Yáñez em Amores Verdaderos - Mayrín Villanueva e David Zepeda em Mentir Para Vivir - Ximena Navarrete e William Levy em La Tempestad |
| Final Favorito | |
| - Amores Verdaderos - Corazón Indomable - La Mujer del Vendaval - La Tempestad - Qué Bonito Amor | |